# Cobza
La cobza, kobuz, koboz, kobza, kobuza, kobouz est un instrument de musique à cordes d'Europe de l'Est dont le nom dérive du kopuz d'Asie centrale. Elle existe en Ukraine, Moldavie, Roumanie. Le joueur de cobza est un cobzar et en joue avec un plectre en plume. 

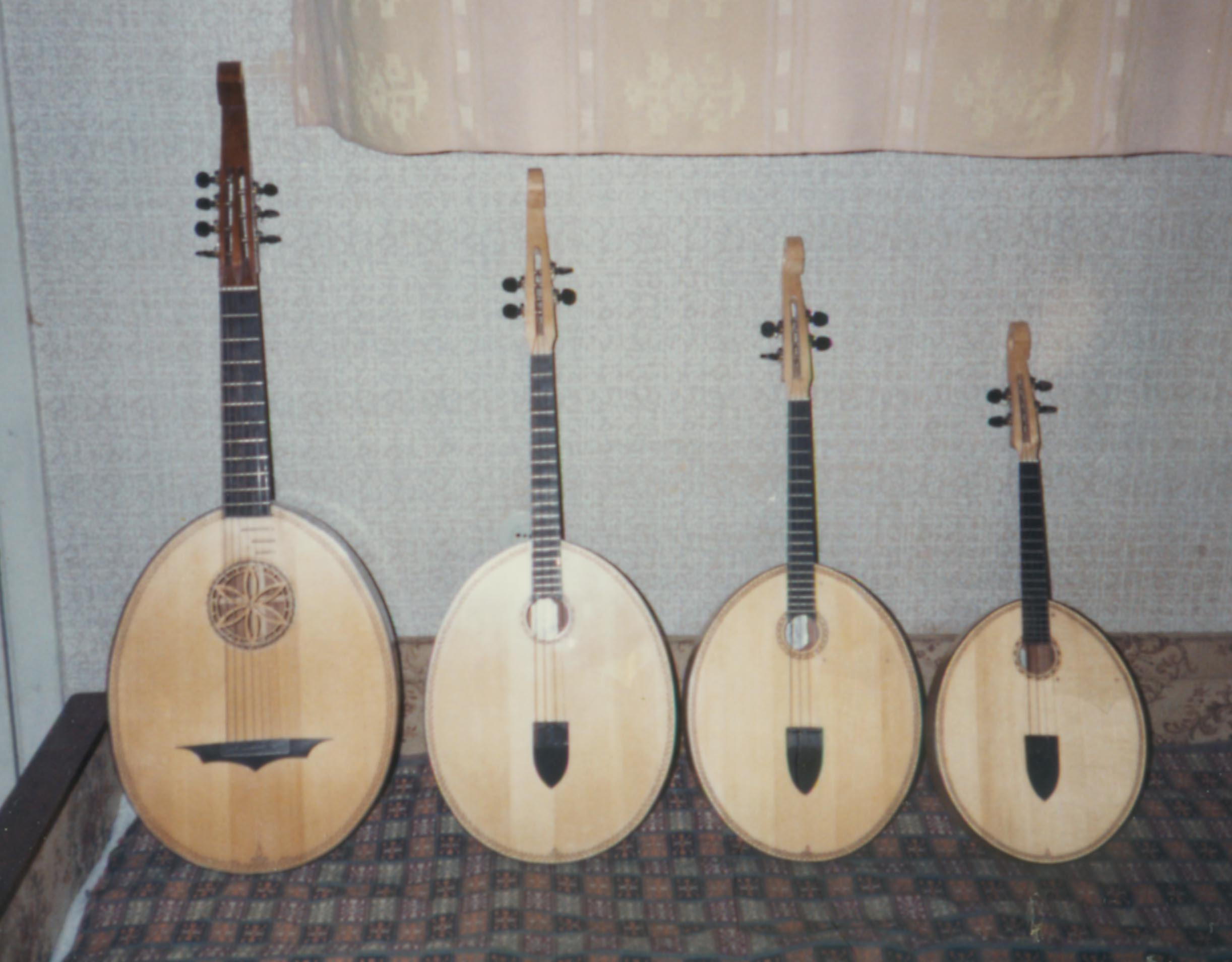
Différents modèles de kobze ukrainienne, symétriques.

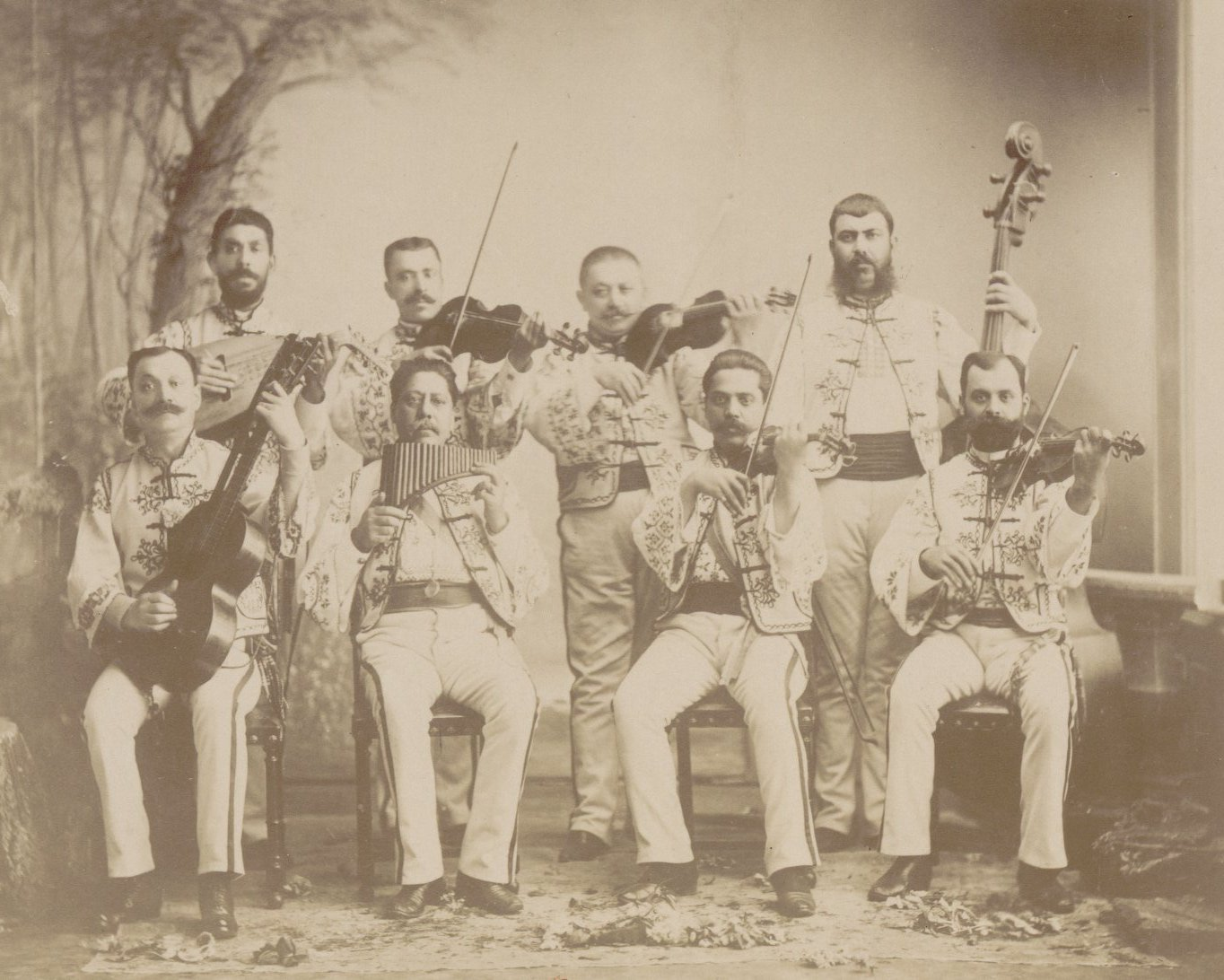
Dans le taraf de Dinicou (groupe de musiciens populaires) du XIXe siècle jouant au pavillon roumain de l'Exposition universelle de Paris, photographié par Nadar, le cobzar est en haut à gauche.

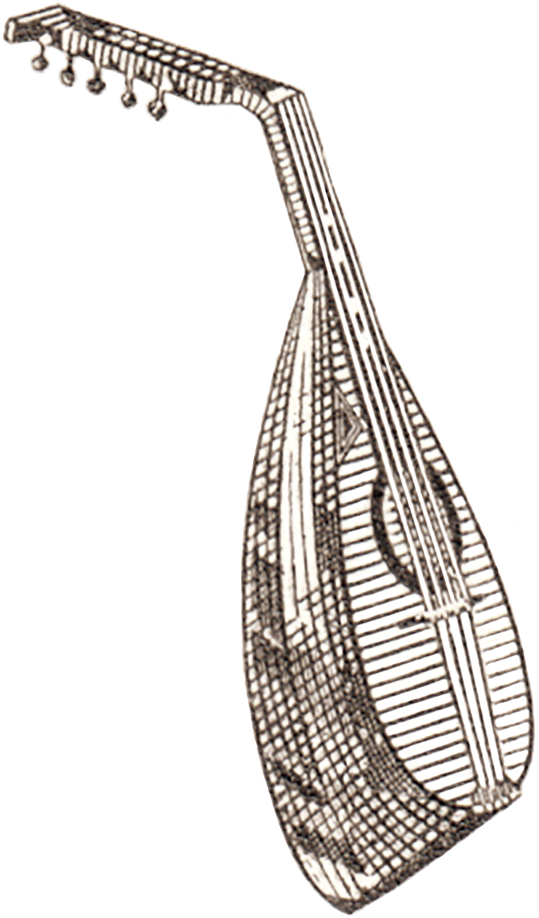
Cobza moldave.

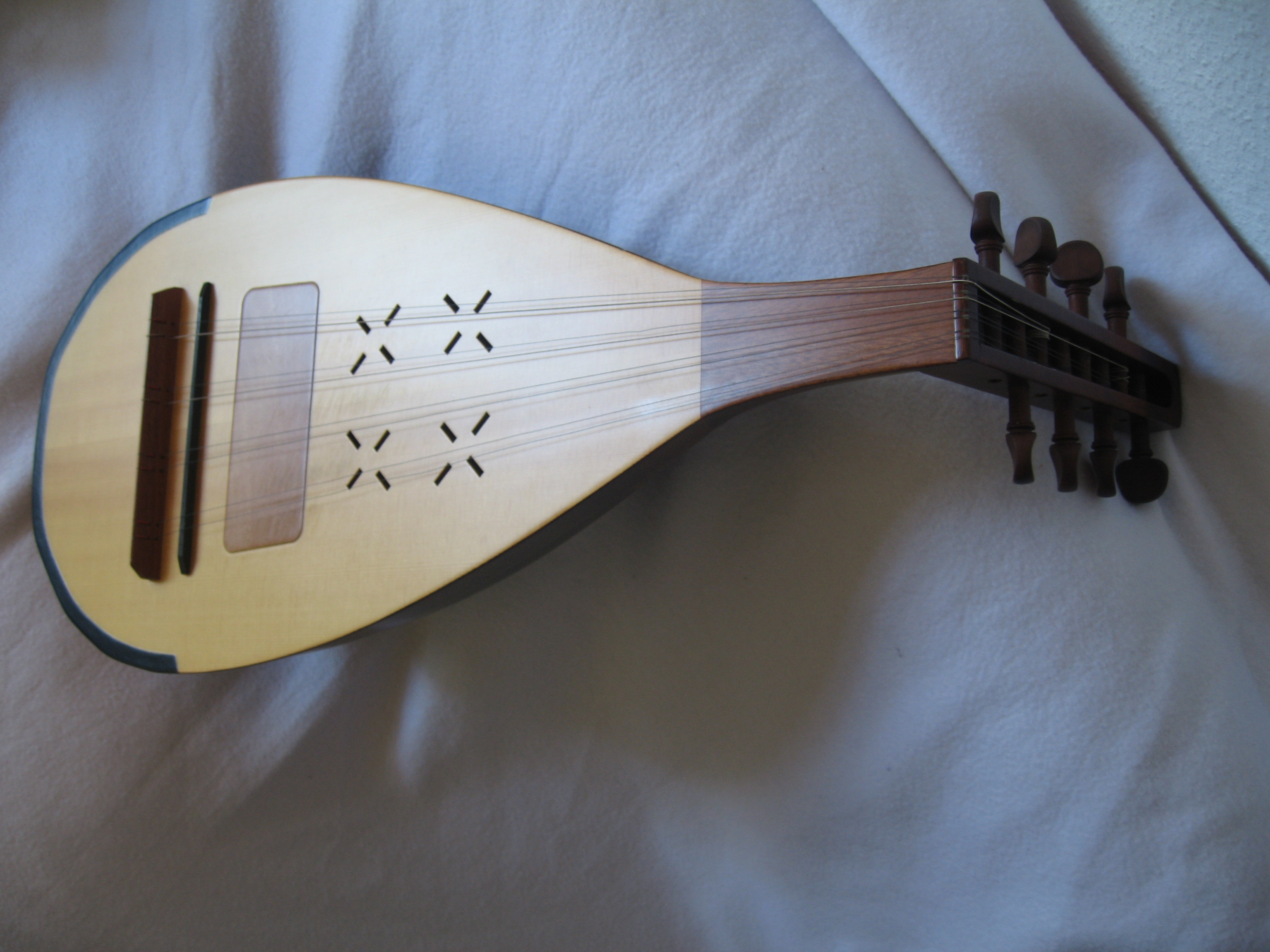
Cobza moderne.

Dans les pays roumains, ces instruments ont gardé des formes symétriques. 
Il existe plusieurs formes de cobze :
- la cobza roumaine/moldave se rapproche de l'oud ottoman, et peut être d'orchestre, avec 4 cordes accordées en quintes et quartes.
- la kobza ukrainienne est plus proche d'une cithare à manche ou de la bandoura, avec six ou sept cordes hautes du côté gauche de l'instrument, mais pouvant en présenter plus : la version à six cordes est accordée comme une guitare, et la version à 7 cordes comme une guitare russe, et le manche n'a pas de frettes[1]).

## Lutherie moderne
La caisse de résonance piriforme est formée sur un moule avec des côtes en bois lamellé-collé. Plus petit, la cobza pourrait se loger dans la caisse du oud. Il a un manche extrêmement court qui est en fait intégré dans la caisse de résonance et qui s'y prolonge par une touche sur la table d'harmonie. Celle-ci est percée de quatre fines ouïes en forme de croix à la place d'une rosace centrale. Le cobza est encore plus petit, et a quant à lui une grande ouïe centrale, mais décalée vers le chevalet et cerclée de mini-ouïes.
La touche est lisse et le chevillier, coudé, à l'ancienne porte huit cordes en métal qui passent sur un sillet, puis un petit chevalet avant d'être attachées sur une pièce de bois collée sur la table (à l'inverse du oud où les cordes s'attachent au chevalet). Cette de pièce de bois est d'ailleurs placée à l'extrémité de la table d'harmonie de la cobza. Il y a aussi une plaque protectrice de la table d'harmonie à hauteur de jeu du plectre. Les cordes, accordées à l'unisson et à l'octave, forment quatre doubles chœurs. Une bande de cuir protège le bas de la caisse de résonance.